# На дванадцять миль геть
На дванадцять миль геть (англ. Twelve Miles Out) — американська драма режисера Джека Конуея 1927 року.

## Сюжет
Джері завжди перемагає Реда в суперництві за жіночі серця, стрільбі та контрабанді алмазів. Займаючись продажем спиртного під час сухого закону в США, Джеррі поселяється в прибережному будиночку, який належить Джейн. Коли Джейн вирішує здати Реда, він викрадає її та нареченого Джона. На борту човна Джеррі Джейн, тепер вже закохана у свого викрадача, стає свідком перестрілки контрабандистів з владою.

## У ролях
- Джон Гілберт — Джеррі Фей
- Ернест Торренс — Ред МакКью
- Джоан Кроуфорд — Джейн
- Ейлін Персі — Мейзі
- Полетт Дювал — Тріні
- Дороті Себастьян — Маленька
- Гвен Лі — Гальда
- Едвард Ерл — Джон Бертон
- Берт Роуч — Люк
- Том О'Брайен — ірландець
- Фредерік Пітерс